# Square aux Artistes
Le square aux Artistes est un square du 14e arrondissement de Paris.

## Situation et accès
Ce site est accessible par l'avenue Maurice-d'Ocagne.
Il est desservi par la ligne 13 à la station de métro Porte de Vanves.